# Domino's Pizza
Domino's Pizza és una empresa nord-americana de restaurants de menjar ràpid, especialitzada en l'elaboració de pizzes. L'empresa va ser fundada en 1960 per Tom Monaghan, qui, cinc anys abans, havia obert la seva primera pizzeria en Ypsilanti (Míchigan). L'any 2017 comptava amb més de 14.000 establiments (més de 5.000 només als Estats Units, la segona major del país per darrere de Pizza Hut) i està establerta en 73 països i territoris. Des de 1998 el seu màxim accionista és el fons de capital de risc Bain Capital.

## Història

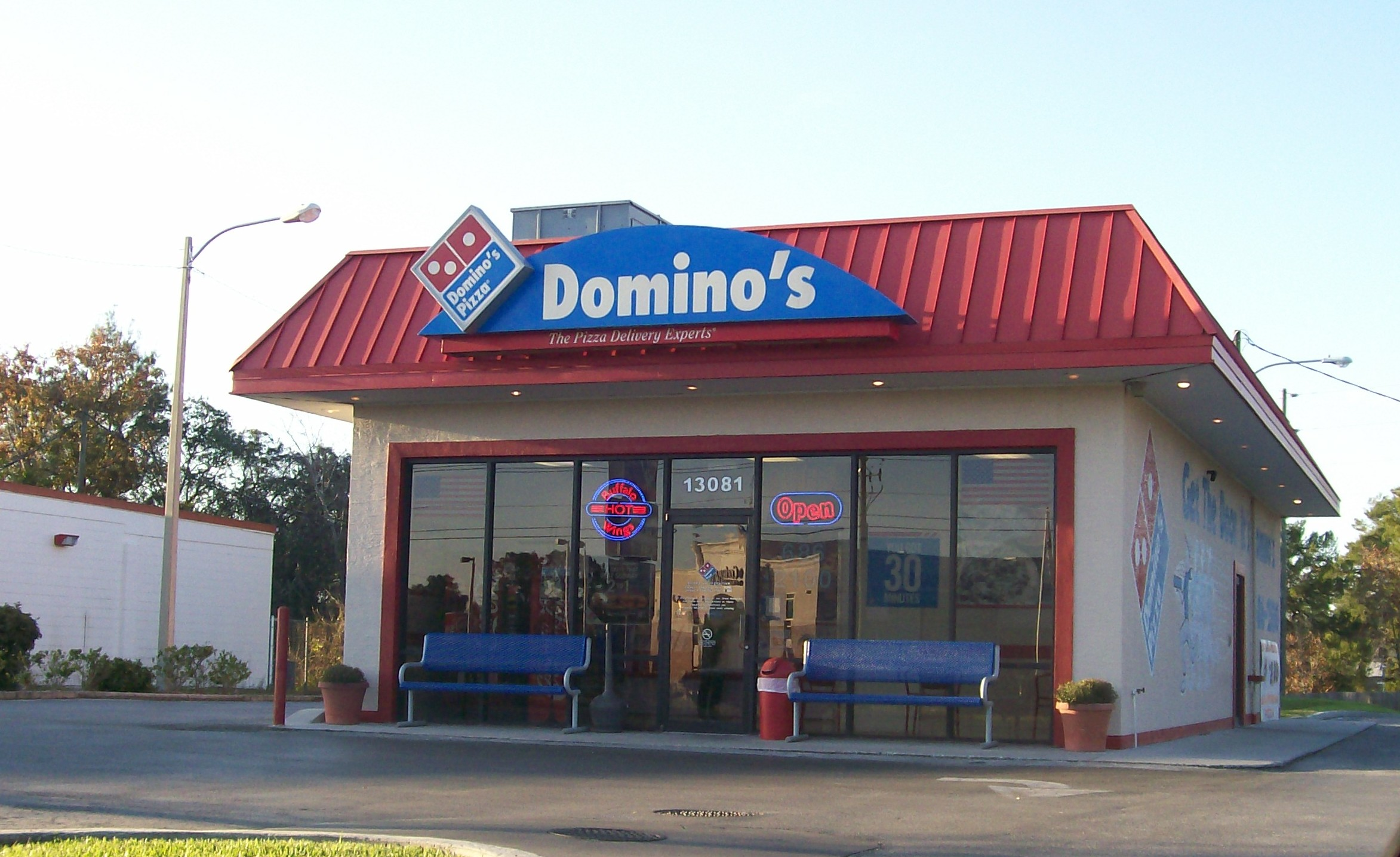
Establiment de Domino's Pizza en Spring Hill (Florida).

Els orígens de l'actual Domino's es remunten al 10 de juny de 1960, quan Tom Monaghan i el seu germà James van comprar la pizzeria «DomiNick's», amb una inversió inicial de 900 dòlars. El local estava situat en Ypsilanti, proper a la Universitat de Míchigan Oriental, i la idea de Tom era vendre pizzes a domicili als estudiants de les residències properes. Aquella experiència no marxava com tenien previst, per la qual cosa James va vendre al seu germà la meitat del negoci pel Volkswagen Sedán que utilitzaven per als repartiments.
Malgrat tot, Tom Monaghan es va mantenir al capdavant del restaurant i va prendre decisions importants per al seu futur, com reduir la carta de productes i establir un repartiment a domicili gratuït. Després d'adquirir dos restaurants més en Ypsilanti i Ann Arbor a un empresari local, en 1965 va canviar el nom dels seus tres locals com «Domino's Pizza». La raó que va motivar aquest canvi va ser que l'antic propietari de DomiNick's volia recuperar la marca, per la qual cosa Tom va buscar un nom alternatiu que aparegués per sota a les pàgines grogues. El logotip és una fitxa de dòmino que simbolitza els tres locals originaris.
Al poc temps de fundar-se Domino's, Monaghan es va centrar en expandir el seu negoci a través de franquícies. Al juliol de 1967 es va obrir el primer local franquiciat a East Lansing, i des d'aquest moment la xifra no va deixar d'augmentar. Entre altres mesures, la cadena va establir maquinària industrial per elaborar pizzes amb major rapidesa, va encarregar caixes gruixudes per evitar que el producte quedés aixafat, i va introduir una política de repartiment nova: des de 1973 es garantia una pizza gratis si el lliurament a domicili trigava més de 30 minuts.
Malgrat nombrosos contratemps, Monaghan va aconseguir expandir les franquícies de Domino's mitjançant antics empleats i un nou programa de formació per franquiciats, The College of Pizzarology. A la fi dels anys 1970 s'havien obert 280 locals; en 1981 es van aconseguir els 500, i en 1983 es van inaugurar les dues primeres pizzeries fora dels EUA, una a Winnipeg (Canadà) i l'altra en Queensland (Austràlia), per depassar la xifra d'1.000 restaurants.
En 1988, l'empresa va inaugurar a Bogotà (Colòmbia) el seu primer establiment en un país de parla hispana. Més tard es va estendre a Mèxic i Guatemala (1989), Veneçuela (1992), República Dominicana (1993), Equador i el Perú (1995). No es van establir a Espanya fins al 2008, després que Grup Zena abandonés el seu franquiciat de Pizza Hut a favor de Domino's.
Tom Monaghan va vendre en 1998 el 93% de l'empresa al fons de capital de risc Bain Capital per 1.000 milions de dòlars. Per llavors, la matriu comptava amb més de 7.000 establiments a nivell mundial.
En 2004, Domino's va començar a cotitzar en la Borsa de Nova York.

## Productes

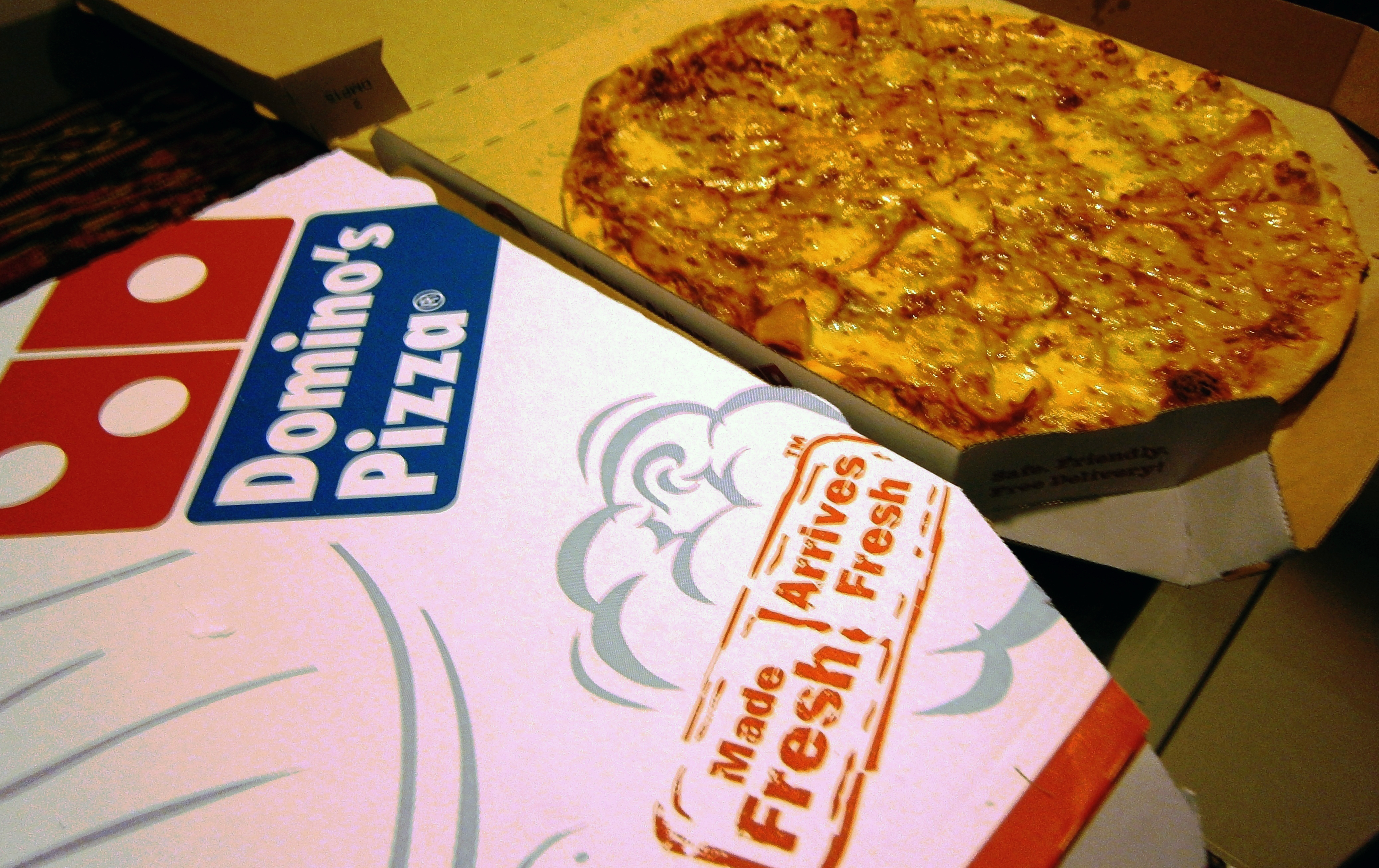
Pizza de Domino's a les Filipines.

El producte principal és la pizza en les seves diferents varietats. Domino's es caracteritzava per utilitzar una massa comuna (clàssica) a l'estil nord-americà, amb més formatge i grossor que les d'estil italià. En 1989 va introduir la pizza de massa gruixuda (pa pizza) i des de llavors la varietat ha augmentat, incloent-se massa fina, formatge en les vores, massa cruixent farcida de formatge crema (double decker) i calzone entre d'altres. L'oferta depèn de cada país: a Espanya, les masses amb vora farcida inclouen una varietat amb formatge de cabra. I a Israel es va tastar per primera vegada una pizza vegana amb formatge a força de llet de soia.
Les masses venen preparades i es pasten en el propi restaurant sobre una safata. Després d'estendre les salses i ingredients, la pizza es col·loca en un forn automàtic amb el temps programat per a la seva correcta cocció. Aquest mètode industrial, diferent al de preparació d'una pizza tradicional, ha permès que les franquícies de Domino's poguessin expandir-se amb rapidesa.
A més de pizzes, s'ofereixen altres productes. A l'apartat d'entrants es pot triar pa d'all, alitas de pollastre, fingers de mozzarella i postres.
La majoria de franquícies de Domino's Pizza als Estats Units venen begudes de Coca-cola, cosa que no succeeix en tots els països.

## Publicitat

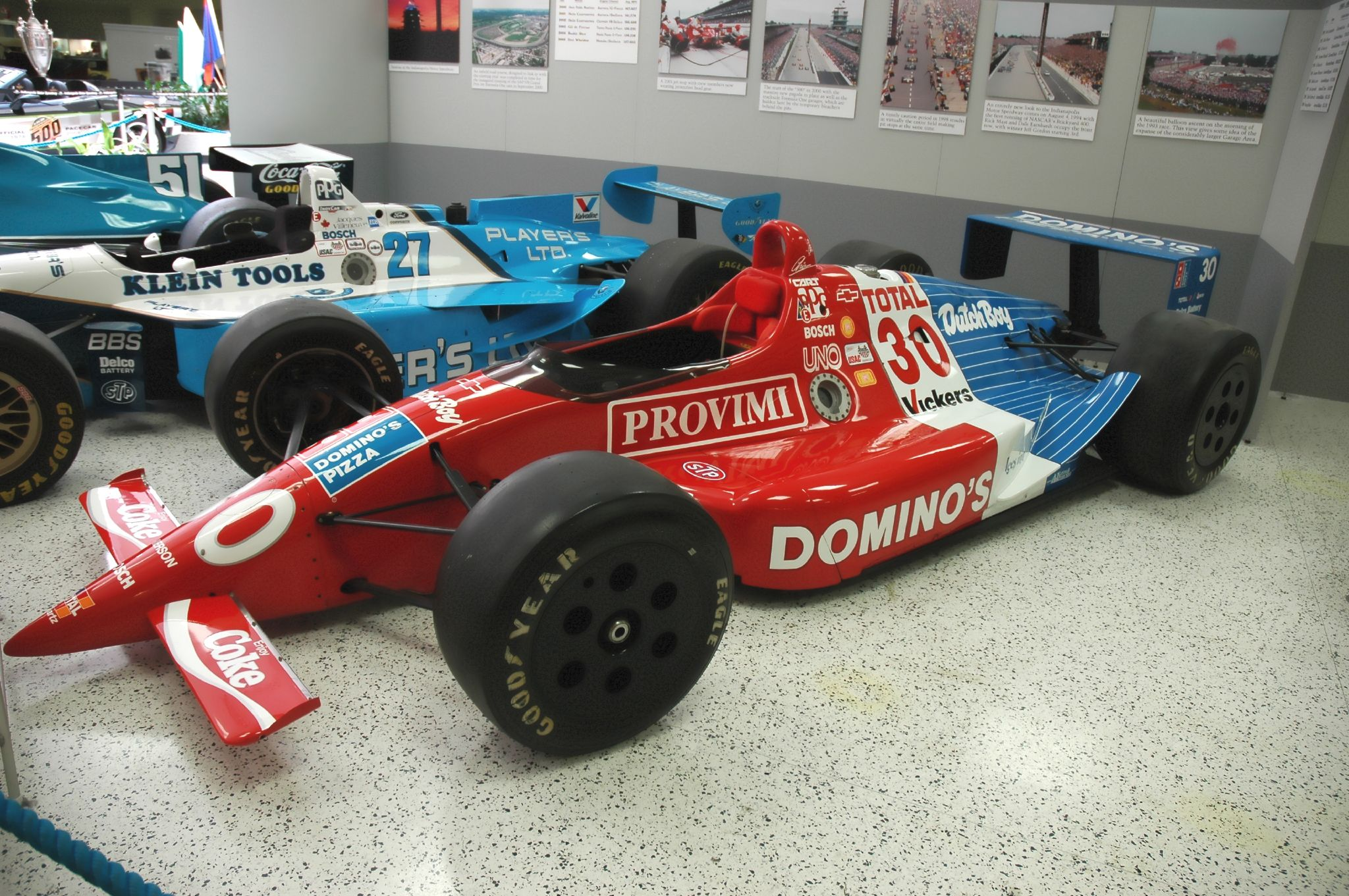
Monoplaza de Arie Luyendyk en les 500 Milles de Indianápolis de 1990.

En 1973, Domino's Pizza va introduir per primera vegada una garantia a nivell nacional per als clients: si no se'ls lliurava la pizza a domicili en menys de 30 minuts, la rebrien gratis. A la fi de la dècada de 1980, la mesura va ser reemplaçada per un descompte de tres dòlars i cupons d'oferta. Encara que aquesta tècnica pretenia garantir la rapidesa del repartiment com a valor afegit de l'empresa, Tom Monaghan va haver de prescindir d'ella en 1993 davant les acusacions de conducció temerària d'alguns dels seus repartidors. En molts països s'ha mantingut com a senyal d'identitat.
El repartiment de pizzes es feia originalment en cotxes, encara que la majoria dels països utilitzen motocicletes. Des de llavors l'empresa ha desenvolupat projectes per accelerar el repartiment, tals com a vehicles aeris no tripulats, robots (DRU), i fins i tot un cotxe de Chevrolet, Domino's DXP, que incorpora un forn per mantenir les pizzes calentes.
En la dècada de 1980, Domino's Pizza va crear una mascota pels anuncis de televisió dels Estats Units. «The Noid», un follet vermell malvat i eixelebrat que volia espatllar pizzes sense èxit, estava realitzat per animació amb plastilina per l'estudi de Will Vinton. Encara que aquesta mascota ja no està en actiu, va arribar a protagonitzar el videojoc Jo! Noid (1990) i ha estat parodiat en sèries com a Pare de Família.
Un altre senyal d'identitat han estat els patrocinis d'esports de motor. En 1990 va recolzar a l'equip Doug Shierson Racing en el Campionat de Monoplaces dels Estats Units, per la qual cosa el pilot Arie Luyendyk es va proclamar vencedor de les 500 Milles de Indianápolis amb un monoplaza amb els colors de Domino's. Entre 2003 i 2006 va ser un dels patrocinadors oficials de la NASCAR, i posteriorment va afavorir a David Reutimann (Michael Waltrip Racing) en la Copa NASCAR de 2007.

## Restaurants

Mapa on es mostra la localització global de Domino's Pizza.

Domino's Pizza compta amb més de 5.700 establiments en 73 països, la qual cosa la converteix en la segona major cadena de pizzeries a nivell mundial per darrere de Pizza Hut. Si se sumen els restaurants Domino's que legalment pertanyen a altres empreses franquiciadores, la xifra ascendeix a 11.000 tendes.
La seu central es troba en Ann Arbor, Míchigan (Estats Units). El primer local va ser la pizzeria Dominick's de Ypsilanti que els germans Monaghan van comprar el 10 de juny de 1960, data oficial de fundació. Des de llavors, només als EUA s'han obert més de 2.800 locals (5.076 si se sumen els franquiciados).
Hi ha tres empreses que han adquirit acords de franquícia principal a nivell mundial:
- Domino's Pizza Group és una filial britànica que opera en la Borsa de Londres i té els drets exclusius de gestió, obertura i franquiciados a Regne Unit, Irlanda, Alemanya, Suïssa, Liechtenstein i Luxemburg. És la franquiciadora de Domino's més rendible a nivell mundial i posseeix 860 establiments.
- Domino's Pizza Enterprises és una filial australiana que posseeix els drets de Domino's a Austràlia, Nova Zelanda, França, Bèlgica i Països Baixos. L'empresa es va instal·lar a Austràlia en 1983, i després d'una sèrie d'alts i baixos va ser adquirida en 1993 per una altra empresa local, Silvio’s Pizza, que dos anys més tard va canviar el nom tots els seus locals amb la marca nord-americana.
- Jubilant FoodWorks és una companyia índia que posseeix els drets a Índia, Nepal, Bangladés i Sri Lanka. Després dels Estats Units, l'Índia és el país amb major presència de la multinacional, més d'1.000 restaurants en total.

## Controvèrsia
Domino's Pizza va haver d'afrontar un judici en 1975 enfront de la sucrera Amstar Corporation, fabricant del sucre Va dominar, per presumpta violació dels drets de marca. Encara que el plet va durar un lustre i es van arribar a barrejar noms alternatius com a Pizza Dispatch, un tribunal de Nova Orleans va fallar finalment a favor de la pizzeria i aquesta va poder mantenir la seva marca.
Al febrer del 2015, Domino's Pizza va anunciar el tancament temporal de tots els seus restaurants a Perú, després de conèixer-se que alguns locals presentaven problemes d'insalubritat. Els propis empleats van arribar a denunciar la situació. La situació no va ser solucionada fins a agost del 2016, amb la reobertura d'una sucursal en el Districte de Miraflores.